# アブ・ハッサン
『アブ・ハッサン』（Abu Hassan）J.106は、カール・マリア・フォン・ウェーバーが作曲した1幕からなるオペラ、もしくはジングシュピール（歌芝居）。

## 概要
1810年にウェーバーはシュトゥットガルトに住んで生活していたが、この当時ウェーバーにとって経済的に最も苦しく、収入も得ることが出来ない時期であった。
『アブ・ハッサン』は生活が最も苦しい時期に作曲された5番目のオペラで、1810年の8月11日から1811年の1月12日にかけてシュトゥットガルトで短期間で作曲・完成された。『千夜一夜物語』を題材に、フランツ・カール・ヒーマー（Franz Carl Hiemer）が台本を作成した。
初演は1811年の6月4日にミュンヘンの宮廷歌劇場で行われた。その後も各ヨーロッパの小劇場においてレパートリーから消えることなく定着し、上演され続けた。
現在は多く上演されることはなく、序曲のみ演奏される。

## 登場人物
| 人物名                   | 声域     | 役               |
| ------------------------ | -------- | ---------------- |
| アブ・ハッサン           | テノール | 君主のお気に入り |
| ファティーメ             | ソプラノ | ハッサンの妻     |
| オマール                 | バス     | 金持ちの両替屋   |
| ハールーン・アッラシード | 台詞     | 君主             |
| ズバイダ                 | 台詞     | ハールーンの妃   |
| ハールーンの従者         | 台詞     |                  |
| ズバイダの侍女           | 台詞     |                  |

## 構成
序曲と全10曲から構成される。演奏時間は約60分。

### 序曲
序曲は約3分と短いものだが、オペラの主要な旋律が織り込まれている。舞台であるバグダードの街の喧騒を生き生きとしたプレストで表現される序曲である。また所々打楽器が華々しく活躍する。

## あらすじ
時と場所:『千夜一夜物語』の時代におけるバグダード。

## 録音
正規の録音には、LP時代にはハインツ・レーグナー指揮ドレスデン国立歌劇場管弦楽団盤、ヴォルフガング・サヴァリッシュ指揮バイエルン国立管弦楽団盤などがあり、CD時代になってから古楽器を使用したブルーノ・ヴァイル指揮カペラ・コロニエンシス盤が登場した。

## 参考資料
- ウェーバー:『オペラ序曲集』（クーベリック指揮及びサヴァリッシュ指揮のライナーノーツの一部より）、他